# Antonio Cassano
Pour les articles homonymes, voir Cassano.
Antonio Cassano, né le 12 juillet 1982 à Bari dans la province de Bari située dans la région des Pouilles, est un footballeur italien évoluant au poste d'attaquant. Il grandit dans le quartier de Bari Vecchia, un des plus pauvres et durs de la ville. Abandonné à la naissance par son père, il expliquera être très peu allé à l'école et avoir beaucoup traîné dans la rue. Il gagne alors un peu d'argent en jouant des parties avec les plus grands du quartier.

## Carrière

### Club

#### AS Roma
Cassano se montre très prometteur dans son club formateur avec lequel il remporte le prix de Meilleur jeune joueur de Série A en 2001.Il est transféré à l'AS Rome durant l'été 2001 pour 28 millions d'€. Les enchères ont monté en raison de l'intérêt de nombreux autres clubs, dont la Juventus. Sous le maillot de l'AS Rome, son entente avec Francesco Totti est excellente, leur permettant de marquer 39 buts en 118 rencontres de Serie A. Illustration de cette entente, cette action contre la Reggina où les deux hommes manquent de marquer un but légendaire, en remontant le terrain exclusivement à deux, depuis la ligne médiane, au milieu d'amaranto impuissants. D'un caractère difficile, il a des relations tendues avec son entraîneur lors de la saison 2004-2005. Il aura été particulièrement performant et régulier au cours de ces années à Rome. Ce qui lui permet d'être convoqué en équipe nationale en 2004.

#### Real Madrid
Cassano est transféré au Real Madrid, pour 5 millions d'€, le 1er janvier 2006. En manque de temps de jeu, et avec des kilos en trop, il ne commence à jouer que quelques semaines après sa signature. Ses débuts dans son nouveau club ne sont pas particulièrement brillants, mais le nouvel entraîneur du Real, Fabio Capello, souhaite montrer que son ancien protégé de la Roma peut revenir à son meilleur niveau. Mais les relations entre Cassano et Capello se tendent. Le 30 octobre 2006, il est officiellement suspendu par le Real Madrid pour avoir manqué de respect à son entraîneur. Quelques semaines après cet incident, il réintègre l'effectif grâce aux interventions de Raúl et David Beckham en sa faveur. Aligné le plus souvent au côté de RonaIdo et de Robinho, il est auteur de quelques bonnes performances, avant d'être à nouveau mis à l'écart par son entraîneur. Il est finalement prêté à la Sampdoria pour une année (avec option d'achat) courant août 2007.

#### UC Sampdoria
Devenu indésirable au Real, Cassano est prêté en août 2007 à la Sampdoria de Gênes. L'option d'achat est fixée à 6 millions d'euros. Peu à peu Cassano devient un joueur aimé des supporters de la Samp car il retrouve son niveau et sait se montrer décisif. Aux termes de prestations remarquables, il revient sur le devant de la scène et se poste en candidat sérieux à la sélection italienne, notamment grâce à sa technique et à sa capacité de débloquer un match sur une seule action, comme lors du très agité derby Génois. Il est notamment élu meilleur joueur du mois de janvier 2008 en Italie. Contre le Torino, l’international italien se montre excédé lorsque l’arbitre l’expulse, l’insultant et lui jetant son maillot. Cassano est suspendu cinq matches par la Fédération italienne de football. Cependant, le joueur de la Sampdoria a mûri, il s'excuse tout d'abord auprès des supporters après cette exclusion puis envers ses coéquipiers en leur offrant une rose à chacun le lendemain. Malgré cet épisode délicat, les bonnes prestations de Cassano lui permettent finalement d'être sélectionné pour l'Euro 2008.
Fin mai 2008, il est transféré définitivement à la Sampdoria.
Lors de l'exercice 2008-2009, Antonio est, à l'image de son équipe, d'abord auteur de prestations irrégulières. Mais associé à son nouveau partenaire, le buteur Giampaolo Pazzini, venu renforcer les rangs de la Samp' au mercato d'hiver, il confirmera son renouveau, les deux hommes permettant à leur club d'entrevoir une deuxième partie de saison bien plus tranquille, étant notamment nommés ensemble "Player of the month" de Serie A en février. L'ex-espoir de la Fiorentina, bénéficiant des services de Cassano, voit ainsi enfin sa carrière décoller (11 buts en 19 matches de championnat), étant même appelé en sélection nationale par Marcelo Lippi. Cassano, lui, atteindra sur la saison, un total de 12 buts en championnats et 15 toutes compétitions confondues. Un bilan agrémenté de très grandes performances, notamment lorsque, sous son égide, la Sampdoria faisait tomber tour à tour les deux clubs milanais dans la même semaine. L'une de ces victoires (3-0 face au FC Internazionale Milan) étant même la composante d'un très beau parcours qui mènera la Sampdoria jusqu'en finale de la Coupe d'Italie. Malgré cela, Lippi continuera de ne pas l'appeler en équipe nationale.
En 2009-2010, toujours sous l'influence d'un Cassano étincelant, la Sampdoria, qui a su conserver ses meilleurs éléments et son entraîneur Luigi Del Neri, réussit une saison historique en terminant quatrième du championnat italien, se qualifiant ainsi pour le tour préliminaire de la Ligue des Champions 2010-2011. Malgré les relations difficiles de Cassano avec son entraineur, le joueur italien réussit une des saisons les plus complètes de sa carrière.
Le 24 mars 2010, il retourne après 9 ans d'absence au stade San Nicola de Bari, marquant un but d'une talonnade et s'en excusant auprès du public, qui l'applaudira jusqu'à la fin du match. Il devient également le héros des tifosi de la Sampdoria en marquant le but décisif dans le derby face au Genoa le 11 avril.
Malgré sa saison étincelante, et le plébiscite de toute l'Italie pour le voir réintégré en équipe nationale, il n'est pas retenu par Marcello Lippi pour la Coupe du monde 2010 en Afrique du Sud.
Cette belle aventure se ternit en octobre 2010 lorsque le club de Gênes annonce, par le biais d'un communiqué, qu'elle a demandé à la Ligue professionnelle italienne «d'entamer une procédure disciplinaire» à l'encontre de son turbulent joueur. Antonio Cassano est accusé d'avoir insulté son président lors d'un entrainement. Cependant la procédure n'aboutit pas, le collège arbitral de la Ligue italienne le suspend jusqu'au 31 décembre 2010, et lui inflige comme sanction contractuelle une réduction de salaire de 50 %. Malgré les excuses de Cassano pour son comportement, le club ne souhaite plus garder le joueur.

#### AC Milan
Il est transféré le 3 janvier à l'AC Milan puis fait ses débuts sous le maillot rossonero 3 jours plus tard sur la pelouse de Cagliari. 
Rentré à un quart d'heure de la fin du match alors que le score est vierge, une passe aveugle vers le jeune Sierra-léonais Rodney Strasser permet à son club de l'emporter et d'accroître son avance sur ses poursuivants au classement de la Serie A.
Antonio Cassano commence l'année sur le banc, vu qu'il n'a pas joué pendant près de 2 mois et qu'il retrouve sa forme petit à petit. Cependant, ses entrées en cours de jeu s'avèrent très bénéfiques pour le Milan AC.
Il réussit à faire marquer ses coéquipiers une nouvelle fois le 09/01/2011 lors du match contre l'Udinese, alors que le Milan était mené 3 à 2. Cassano aura donc réussi à faire 3 passes décisives en 2 matchs alors qu'il ne jouait que très peu de temps. Le 12 février 2011, il ouvre le score face à Parme. À l'issue de la saison 2010-2011, le Milan AC remporte le titre de champion et Antonio Cassano remporte par la même occasion son premier Scudetto.
Lors de la saison 2011-2012, avec l'absence de Pato il se fait une place sur le front de l'attaque aux côtés de Robinho et de Zlatan Ibrahimović. Les bonnes performances deviennent régulières. Le 28 septembre 2011, lors de la deuxième journée de Ligue des champions, Cassano marque le dernier but du match contre le Viktoria Plzen. Ce but est le 2000e but du Milan de l'ère Berlusconi.

#### Inter Milan
En août 2012, il rejoint l'Inter Milan dans le cadre d'un échange entre les deux clubs de Milan, tandis que Giampaolo Pazzini fait le chemin inverse. Cassano fait de belles prestations en inscrivant de nombreux buts et passes décisives. Le 17 février 2013, lors du match contre la Fiorentina et alors que l'Inter est mené 4-0, Cassano, entré en jeu en deuxième mi-temps, inscrit à la 87e minute un but du milieu de terrain.
Il rejoint le Parme AC durant le mercato estival.

#### Parme AC
Il inscrit son centième but en Serie A contre Napoli (victoire 1-0).
Antonio Cassano met fin à son contrat avec Parme lors du mercato hivernal 2015 pour des salaires impayés. Il est désormais libre de s'engager avec n'importe quel club.

#### UC Sampdoria
Libre de tout contrat, il décide de s'engager pour deux ans avec son ancien club, l'UC Sampdoria. 
Le club le libère de son contrat en janvier 2017 d'un commun accord.

### Une carrière en suspens
Le 29 octobre 2011, après le match Roma-Milan, il est victime d'un AVC. Il reçoit alors le soutien de nombreuses personnalités du football dont Diego Maradona.
Le mercredi 2 novembre, l'AC Milan dévoile dans un communiqué que Fantantonio souffre d'une malformation cardiaque. Le 4 novembre 2011, il est opéré avec succès à l'hôpital Maggiore de Milan, par le chirurgien Mario Carminati. L'intervention a duré 35 minutes.
Il annonce sa retraite professionnelle le 18 juillet 2017, pour profiter de sa famille, alors qu'il s'était engagé seulement huit jours plus tôt avec l'équipe du Hellas Vérone. En 2018, il envisage de reprendre sa carrière au Virtus Entella, avant finalement de se raviser et d'arrêter définitivement.

### Équipe nationale

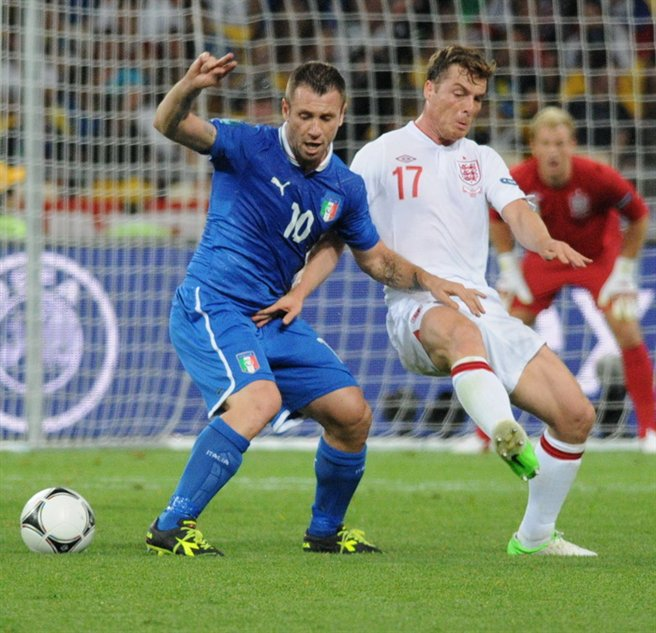
Cassano à la lutte avec Scott Parker à l'Euro 2012

Avec l'équipe nationale, Cassano participe à l'Euro 2004, disputant deux matchs contre la Suède et la Bulgarie et inscrivant 2 buts.
Écarté de l'équipe nationale par Marcello Lippi lors du Mondial 2006, principalement à cause de son trop faible temps de jeu avec le Real Madrid, Antonio Cassano retrouve le maillot azzurro lors du match Italie - Lituanie comptant pour les éliminatoires de l'Euro 2008 où il réalise une prestation remarquable (1-1). À la suite de ses grandes performances sous le maillot de la Samp', il est sélectionné pour l'Euro 2008.
Malheureusement pour lui, le retour à la tête de la sélection de Marcello Lippi semble sonner le glas de son avenir en Nazionale tant le sélectionneur champion du monde semble à tout prix ne pas en vouloir dans son équipe, malgré l'élan populaire derrière celui qui est selon beaucoup l'un des tout meilleurs joueurs de la Serie A version 2008-2009.
Il retrouve la sélection avec Cesare Prandelli qui succède à Lippi après le Mondial 2010. Il prend ainsi une part active dans la qualification de l'Italie à l'Euro 2012 : il marque contre l'Estonie puis contre les Féroé. Il joue également contre l'Irlande du Nord. Prandelli l'associe alors à Giuseppe Rossi en attaque. Antonio fait un bel euro 2012 avec la squadra en inscrivant un but contre l'Irlande (2-0) et un passe décisive très importante en demi-finale de l'euro contre l'Allemagne (2-1). Il réalise un superbe duo en attaque avec Mario Balotelli. Arrivés en finale contre l'Espagne (0-4), L'Italie termine bon deuxième dans cette compétition et Cassano obtient un 7.5/10 en côtes globales de cet Euro 2012.

### Personnalité
Antonio Cassano est un joueur réputé pour son talent, mais aussi pour son tempérament de feu. Il a des rapports compliqués avec ses entraîneurs et les dirigeants. Lors de son passage à la Roma en 2004-2005, les relations avec Fabio Capello étaient tendues, ce qui conduit l’entraîneur italien à le sortir de l'équipe titulaire. La saison suivante, il entre en conflit avec la star de l'équipe Francesco Totti et la direction de son club lors de la négociation de son nouveau contrat. Cassano s'engage alors au Real Madrid en janvier 2006.
Après de bons débuts, Antonio prend du poids notamment à cause de son hygiène de vie alimentaire, ce qui lui vaudra plusieurs amendes de la part du Club. Une nouvelle fois, l'enfant terrible du football italien connait des problèmes de discipline, le club rapporte un manque de respect d'Antonio à son entraîneur, Fabio Capello. Il devient ainsi remplaçant, avant d'être prêté à la Sampdoria en 2007.
La Sampdoria de Gênes décide de lever son option d'achat et le signe. Antonio se calme, les premières saisons sont encourageantes, résultats aidant avec notamment une quatrième place en championnat d'Italie en 2009-2010, en dépit des accrochages avec l'entraîneur Luigi Delneri. Enfin, en octobre 2010, le club de Gênes annonce une procédure disciplinaire à l'encontre d'Antonio Cassano, accusé d'avoir insulté son président. Malgré les excuses de Cassano pour son comportement, le club ne souhaite plus le garder.
Lors de son arrivée à Parme, la personnalité d'Antonio Cassano change radicalement. Non seulement il retrouve son niveau de jeu qui était le sien quand il était à la Sampdoria de Gênes, mais il devient très apprécié de ses dirigeants et de ses coéquipiers pour son comportement exemplaire. Il confie notamment qu'être devenu papa l'a considérablement changé.

## Statistiques

### Statistiques détaillées
Ce tableau présente les statistiques en carrière d'Antonio Cassano, :
| Saison                | Club                   | Championnat           | Championnat | Championnat | Championnat | Coupe(s) nationale(s) | Coupe(s) nationale(s) | Coupe(s) nationale(s) | Compétition(s) continentale(s) | Compétition(s) continentale(s) | Compétition(s) continentale(s) | Compétition(s) continentale(s) | Italie | Italie | Italie | Total | Total | Total |
| Saison                | Club                   | Division              | M.          | B.          | P.d.        | M.                    | B.                    | P.d.                  | Comp.                          | M.                             | B.                             | P.d.                           | M.     | B.     | P.d.   | M.    | B.    | P.d.  |
| 1999-2000             | AS Bari                | Serie A               | 21          | 3           | 1           | -                     | -                     | -                     | -                              | -                              | -                              | -                              | -      | -      | -      | 21    | 3     | 1     |
| 2000-2001             | AS Bari                | Serie A               | 27          | 3           | 4           | 2                     | 0                     | 0                     | -                              | -                              | -                              | -                              | -      | -      | -      | 29    | 3     | 4     |
| Sous-total            | Sous-total             | Sous-total            | 48          | 6           | 5           | 2                     | 0                     | 0                     | -                              | -                              | -                              | -                              | -      | -      | -      | 50    | 6     | 5     |
| 2001-2002             | AS Rome                | Serie A               | 22          | 5           | 3           | 3                     | 1                     | 0                     | C1                             | 5                              | 0                              | 0                              | -      | -      | -      | 30    | 6     | 3     |
| 2002-2003             | AS Rome                | Serie A               | 27          | 9           | 4           | 5                     | 1                     | 0                     | C1                             | 11                             | 4                              | 0                              | -      | -      | -      | 43    | 14    | 4     |
| 2003-2004             | AS Rome                | Serie A               | 33          | 14          | 8           | -                     | -                     | -                     | C3                             | 6                              | 4                              | 0                              | 6      | 3      | 0      | 45    | 21    | 8     |
| 2004-2005             | AS Rome                | Serie A               | 31          | 9           | 8           | 8                     | 1                     | 0                     | C1                             | 3                              | 1                              | 0                              | 2      | 0      | 0      | 44    | 11    | 8     |
| 2005-2006             | AS Rome                | Serie A               | 5           | 2           | 1           | -                     | -                     | -                     | C3                             | 2                              | 1                              | 1                              | -      | -      | -      | 7     | 3     | 2     |
| Sous-total            | Sous-total             | Sous-total            | 118         | 39          | 24          | 16                    | 3                     | 0                     | -                              | 27                             | 10                             | 1                              | 8      | 3      | 0      | 169   | 55    | 25    |
| 2005-2006             | Real Madrid            | Liga                  | 12          | 1           | 1           | 4                     | 1                     | 0                     | C1                             | 1                              | 0                              | 0                              | -      | -      | -      | 17    | 2     | 1     |
| 2006-2007             | Real Madrid            | Liga                  | 7           | 1           | 2           | 1                     | 1                     | 0                     | C1                             | 4                              | 0                              | 0                              | 2      | 0      | 1      | 14    | 2     | 3     |
| Sous-total            | Sous-total             | Sous-total            | 19          | 2           | 3           | 5                     | 2                     | 0                     | -                              | 5                              | 0                              | 0                              | 2      | 0      | 1      | 31    | 4     | 4     |
| 2007-2008             | Sampdoria Gênes (prêt) | Serie A               | 22          | 10          | 6           | 2                     | 0                     | 0                     | C3                             | 1                              | 0                              | 0                              | 5      | 0      | 0      | 30    | 10    | 6     |
| 2008-2009             | Sampdoria Gênes        | Serie A               | 35          | 12          | 14          | 4                     | 1                     | 0                     | C3                             | 6                              | 2                              | 3                              | -      | -      | -      | 45    | 15    | 17    |
| 2009-2010             | Sampdoria Gênes        | Serie A               | 32          | 9           | 9           | 1                     | 2                     | 0                     | -                              | -                              | -                              | -                              | -      | -      | -      | 33    | 11    | 9     |
| 2010-2011             | Sampdoria Gênes        | Serie A               | 7           | 4           | 2           | -                     | -                     | -                     | C1+C3                          | 2+3                            | 1+0                            | 1+1                            | 5      | 2      | 1      | 17    | 7     | 5     |
| Sous-total            | Sous-total             | Sous-total            | 96          | 35          | 31          | 7                     | 3                     | 0                     | -                              | 12                             | 3                              | 5                              | 10     | 2      | 1      | 125   | 43    | 37    |
| 2010-2011             | AC Milan               | Serie A               | 17          | 4           | 7           | 4                     | 0                     | 0                     | -                              | -                              | -                              | -                              | 3      | 1      | 1      | 24    | 5     | 8     |
| 2011-2012             | AC Milan               | Serie A               | 16          | 3           | 10          | -                     | -                     | -                     | C1                             | 3                              | 1                              | 0                              | 12     | 4      | 1      | 31    | 8     | 11    |
| Sous-total            | Sous-total             | Sous-total            | 33          | 7           | 17          | 4                     | 0                     | 0                     | -                              | 3                              | 1                              | 0                              | 15     | 5      | 2      | 55    | 13    | 19    |
| 2012-2013             | Inter Milan            | Serie A               | 28          | 7           | 9           | 2                     | 1                     | 2                     | C3                             | 9                              | 1                              | 4                              | -      | -      | -      | 39    | 9     | 15    |
| Sous-total            | Sous-total             | Sous-total            | 28          | 7           | 9           | 2                     | 1                     | 2                     | -                              | 9                              | 1                              | 4                              | -      | -      | -      | 39    | 9     | 15    |
| 2013-2014             | Parme FC               | Serie A               | 34          | 12          | 8           | 2                     | 1                     | 0                     | -                              | -                              | -                              | -                              | 4      | 0      | 0      | 40    | 13    | 8     |
| 2014-2015             | Parme FC               | Serie A               | 19          | 5           | 2           | 1                     | 0                     | 0                     | -                              | -                              | -                              | -                              | -      | -      | -      | 20    | 5     | 2     |
| Sous-total            | Sous-total             | Sous-total            | 53          | 17          | 10          | 3                     | 1                     | 0                     | -                              | -                              | -                              | -                              | 4      | 0      | 0      | 60    | 18    | 10    |
| 2015-2016             | Sampdoria Gênes        | Serie A               | 24          | 2           | 6           | 1                     | 0                     | 0                     | -                              | -                              | -                              | -                              | -      | -      | -      | 25    | 2     | 6     |
| Sous-total            | Sous-total             | Sous-total            | 24          | 2           | 6           | 1                     | 0                     | 0                     | -                              | -                              | -                              | -                              | -      | -      | -      | 25    | 2     | 6     |
| Total sur la carrière | Total sur la carrière  | Total sur la carrière | 419         | 115         | 105         | 40                    | 10                    | 2                     | -                              | 56                             | 15                             | 10                             | 39     | 10     | 4      | 554   | 150   | 121   |

### Buts en sélection
Le tableau suivant liste les résultats de tous les buts inscrits par Antonio Cassano avec l'équipe d'Italie.
| But | Date             | Stade, ville, pays                               | Adversaire           | Résultat | Match, compétition      |
| --- | ---------------- | ------------------------------------------------ | -------------------- | -------- | ----------------------- |
| 1er | 12 novembre 2003 | Stade Wojska Polskiego, Varsovie, Pologne        | Pologne              | 3-1      | Amical                  |
| 2e  | 18 juin 2004     | Estádio do Dragão, Porto, Portugal               | Suède                | 1-1      | Euro 2004               |
| 3e  | 22 juin 2004     | Estádio D. Afonso Henriques, Guimarães, Portugal | Bulgarie             | 2-1      | Euro 2004               |
| 4e  | 3 septembre 2010 | A. Le Coq Arena, Tallinn, Estonie                | Estonie              | 1-2      | Éliminatoires Euro 2012 |
| 5e  | 7 septembre 2010 | Stade Artemio-Franchi, Florence, Italie          | Îles Féroé           | 5-0      | Éliminatoires Euro 2012 |
| 6e  | 3 juin 2011      | Stade Alberto-Braglia, Modène, Italie            | Estonie              | 3-0      | Éliminatoires Euro 2012 |
| 7e  | 2 septembre 2011 | Tórsvøllur, Tórshavn, Îles Féroé                 | Îles Féroé           | 0-1      | Éliminatoires Euro 2012 |
| 8e  | 11 octobre 2011  | Stade Adriatico, Pescara, Italie                 | Irlande du Nord      | 3-0      | Éliminatoires Euro 2012 |
| 9e  | 11 octobre 2011  | Stade Adriatico, Pescara, Italie                 | Irlande du Nord      | 3-0      | Éliminatoires Euro 2012 |
| 10e | 18 juin 2012     | Stade municipal, Poznań, Pologne                 | République d'Irlande | 2-0      | Euro 2012               |

## Palmarès

### AS Roma
- Supercoupe d'Italie (1) : 
  - Vainqueur : 2001

### Real Madrid
- Championnat d'Espagne (1) : 
  - Champion : 2007

### AC Milan
- Champion d'Italie
  - Champion : 2011
  - Vice-champion : 2012
- Supercoupe d'Italie (1) : 
  - Vainqueur : 2011

### Distinctions
- Élu meilleur jeune de Serie A en 2001 et 2003